# Robert Dahlem
Robert Dahlem (* 11. März 1922 in Köln; † 31. März 1976 in Ost-Berlin) war einer der Anführer während des Volksaufstands im Juni 1953 in Rostock-Warnemünde.

## Kindheit
Robert Dahlem kam als Sohn der bekannten KPD- bzw. späteren SED-Funktionäre Franz Dahlem und Käthe Dahlem am 11. März 1922 in  Ehrenfeld (Köln) zur Welt. Seit 1928 wohnte die Familie in Berlin-Prenzlauer Berg. Ab 1929 besuchte er die Volksschule.

## Jugend im Exil
1934 flüchteten Franz und Käthe Dahlem mit ihren beiden Kindern Luise und Robert vor dem Nationalsozialismus nach Frankreich, mussten dann jedoch Aufträge der KPD ausführen. Robert lebte nur zeitweise bei seiner Mutter, dann in einem Kinderheim der Internationalen Roten Hilfe und bei verschiedenen  französischen Kommunisten. Im April 1935 kam er nach Moskau. Er besuchte die Karl-Liebknecht-Schule (Moskau) und wurde Mitglied des sowjetischen Jugendverbands. Im November 1936 verhaftete die sowjetische Geheimpolizei während des stalinistischen Terrors unter den Augen Robert Dahlems seine Pflegeeltern Kurt und Gertrud Meyer. Robert Dahlem wechselte auf eine sowjetische Schule und zog später zeitweise ins Hotel Lux ein. Spätestens hier lernte er auch Walter Ulbricht und Wilhelm Pieck kennen. Letzterer bemühte sich in der Folge um seine Entwicklung. Dahlem befreundete sich mit Stefan Doernberg und Peter Florin. Familie Florin kümmerte sich auch um ihn. Anfang 1937 wurde Robert Dahlem auf Betreiben der Gestapo die deutsche Staatsbürgerschaft entzogen.  Bei einem Grenzübertritt ins Deutsche Reich sollte er verhaftet werden. Mit dem deutschen Angriff auf die Sowjetunion meldete er sich freiwillig zur Roten Armee, wurde jedoch abgelehnt  – wahrscheinlich, weil man seinem Vater misstraute, der sich den französischen Behörden gestellt hatte. Nach Abitur und Arbeit als Dreher besuchte er zusammen mit Wolfgang Leonhard, Markus Wolf, Peter Florin und Stefan Doernberg die Komintern-Schule in Ufa. Als das Vichy-Regime seinen Vater an die Gestapo auslieferte, musste er die Schule jedoch verlassen und erlitt einen nervlichen Zusammenbruch. Nach einem Klinikaufenthalt arbeitete er u. a. als politischer Instrukteur in einem Kriegsgefangenenlager. 1943 wurde er Sowjetbürger.

## Leben in der SBZ/DDR
Im Herbst 1945 kehrte Robert Dahlem nach Deutschland zurück, ließ sich in der SBZ nieder und trat in die KPD ein. Er litt an Anpassungsschwierigkeiten in dem nun fremden Land und wechselte häufig seine Arbeitsstellen. Eine Funktionärskarriere schlug er aus. Stattdessen nahm er am 14. März 1952 auf der Warnowwerft in Rostock-Warnemünde eine Arbeit als Elektroschweißer auf. Neben seiner Tätigkeit engagierte er sich in der Gewerkschaftsarbeit und setzte sich für eine Verbesserung der Wohn- und Arbeitsbedingungen ein. Als Franz Dahlem, mittlerweile hinter Ulbricht zweithöchster SED-Funktionär, im Mai 1953 politisch demontiert wurde, solidarisierte sich sein Sohn mit ihm öffentlich. Daraufhin erhielt er durch die SED eine Rüge.

## Rolle beim Volksaufstand in Rostock
Den größten Aufstandsherd im Juni 1953 bildete in Rostock die Warnow-Werft mit ihren fast 10.000 Beschäftigten.  Am 17. Juni trat Robert Dahlem dort auf einer Versammlung als Kritiker der politischen Zustände hervor. Er forderte unter anderem die Absetzung der Regierung und Wahlen. Fast alle Beschäftigten legten auf der Warnowwerft am 18. Juni die Arbeit nieder. Auf einer Demonstration am Morgen, die Robert Dahlem mitinitiierte, redete er zu den Arbeitern und unterstützte sie in ihren Forderungen. Die Kundgebung löste sich auf, als Soldaten der Roten Armee und der KVP See über die Köpfe der Streikenden hinwegschossen. Um 14 Uhr setzte sich ein Demonstrationszug in Bewegung, den vermutlich auch Robert Dahlem angeregt hatte. Bewaffnete Soldaten hielten die Protestierenden jedoch auf, als sie sich in Richtung Rostocker Zentrum bewegen wollten.
Auch am 19. Juni übernahm Robert Dahlem eine Führungsrolle beim Streik und rief um 5:30 Uhr die Elektroschweißer auf, sich zu versammeln. Dahlem leitete die Zusammenkunft und notierte auf seinem Notizblock die Forderungen, zum Beispiel die Freilassung der politisch Verhafteten, sofortige Beendigung der Arbeit der Staatssicherheit unter den Beschäftigten sowie gesamtdeutsche Wahlen. Auf Vorschlag Dahlems wählte die Versammlung eine dreiköpfige Delegation, welche die Forderungen an die Werftdirektion überbringen sollte. Auch er wurde deren Mitglied. Erneut setzte er sich für einen Demonstrationszug der Belegschaft Richtung Innenstadt ein, um sich mit den Beschäftigten der anderen großen Betriebe, wie der Neptun Werft zu vereinen. Dazu kam es nicht mehr.

## Verhaftung und Flucht
Im Verlauf des Morgens des 19. Juni griffen KVP und sowjetische Geheimpolizei hart auf der Warnowwerft durch. Sie verhafteten rund 30 Personen, die als „Rädelsführer“ des Aufstands galten – darunter auch Robert Dahlem. Mit den Verhaftungen kamen die Proteste mehr oder weniger zum Erliegen. Die sowjetische Geheimpolizei übernahm, wahrscheinlich aufgrund seiner Herkunft und der Bedeutung des Falls, die Ermittlungen zu Robert Dahlem und brachte ihn nach Ost-Berlin.  Am 26. Juni widmete der DDR-Beauftragte des sowjetischen  Ministeriums für innere Angelegenheiten (MWD) Dahlems Verhaftung eigens einen Bericht an den obersten Chef der Geheimpolizei Lawrenti Beria.
Franz Dahlem setzte sich unterdessen bei den Spitzen der SED für die Freilassung seines Sohnes ein. Die sowjetische Geheimpolizei übergab Robert Dahlem am 3. Juli dem MfS. Er kam in die zentrale Untersuchungshaftanstalt der Staatssicherheit nach Hohenschönhausen. Den Haftbeschluss bestätigte der stellvertretende Minister Erich Mielke. Das MfS warf ihm vor, die Arbeiter der Werft aufgewiegelt sowie den Rücktritt der gesamten Regierung gefordert zu haben und machte ihn als Rädelsführer der Streiks aus.
Franz Dahlems Bemühungen hatten Erfolg. Erich Mielke persönlich verfügte die Freilassung Robert Dahlems. Am 15. Juli kam er zurück nach Warnemünde. Die Werft musste ihn wieder einstellen, setzte jedoch eine Untersuchungskommission ein. Am 31. August hielt die SED-Grundorganisation ein Tribunal über Robert Dahlem als „Rädelsführer“ der Streiks ab. Dahlem bestritt dabei unter anderem die demokratische Legitimation der Regierung. Er wurde daraufhin aus der SED ausgeschlossen und von der Werft entlassen.

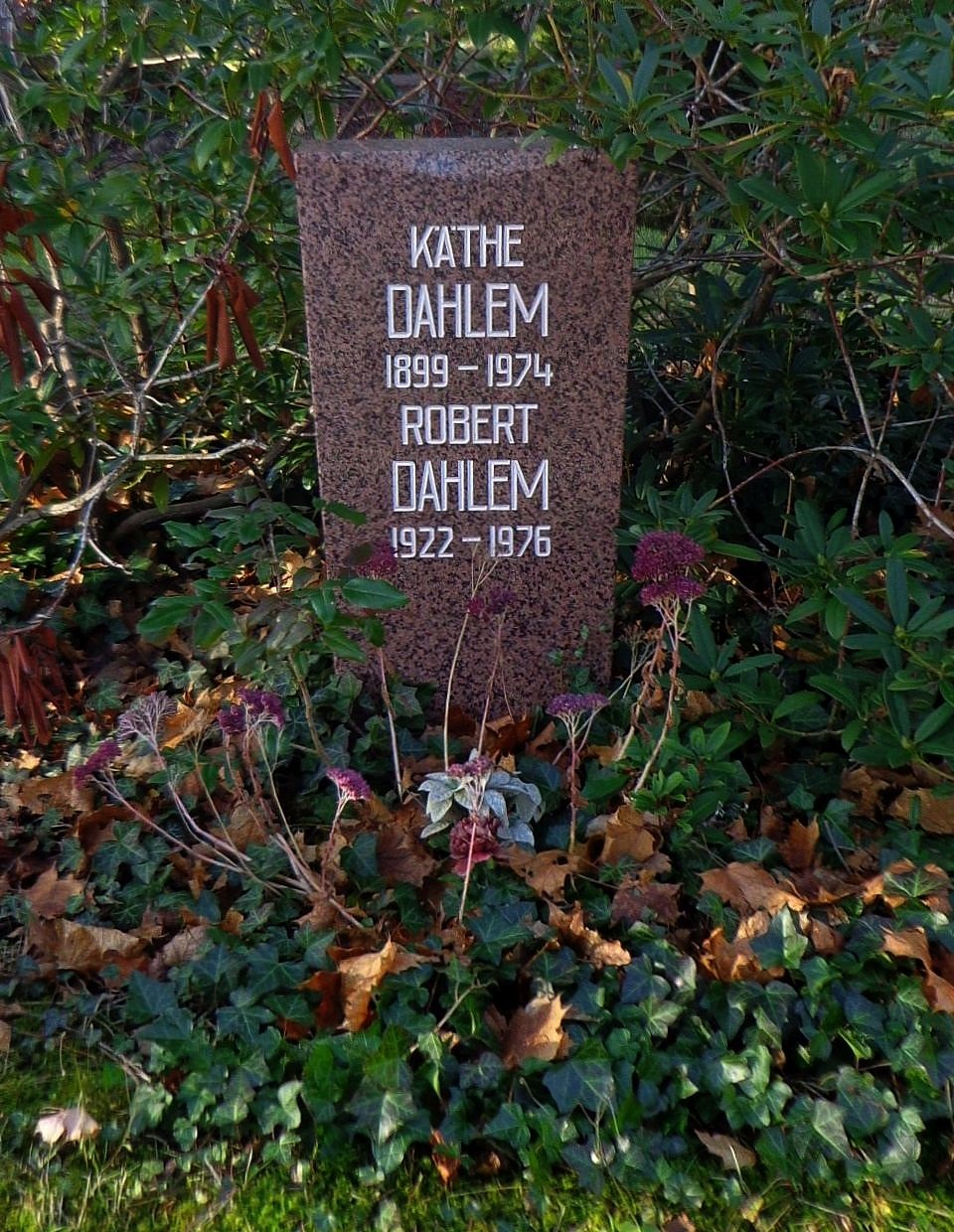
Grabstätte

Im Oktober 1954 setzte er sich nach West-Berlin ab. Dort blieb die Flucht des Sohnes eines bekannten SED-Funktionärs nicht ohne mediales Echo, so schrieben die Zeitungen Die Zeit  und Telegraf über seinen Fall. Der Kurier berichtete am 19. Oktober über seine Rolle beim Volksaufstand, seine Flucht und dass er erneut eine Verhaftung befürchte. Erich Mielke persönlich verlangte von Käthe und Franz Dahlem, ihren Sohn zurückzuholen „und sei es auch unter Anwendung von Gewalt.“
In den folgenden Jahren hielt sich Robert Dahlem vor allem in Frankreich, teilweise auch in Hamburg auf. Ein Asylantrag in Großbritannien wurde abgelehnt. Zwischenzeitlich kehrte er einige Male in die DDR zurück und blieb schließlich dort. Trotz seiner Flucht aus der DDR wurde er nicht verhaftet. In den 1960er und 1970er Jahren musste Robert Dahlem aufgrund seines zunehmend schlechteren geistigen Gesundheitszustandes immer wieder Klinikaufenthalte hinnehmen und wurde arbeitsunfähig. Er wurde schließlich als Verfolgter des Naziregimes anerkannt, was mit einer großzügigen Ehrenrente einherging. Er starb im Alter von 54 Jahren am 31. März 1976 in Ost-Berlin. Seine Urne wurde im Grab seiner Mutter in der Grabanlage Pergolenweg der Gedenkstätte der Sozialisten auf dem Berliner Zentralfriedhof Friedrichsfelde beigesetzt.